# Palumbia inflata
Palumbia inflata är en tvåvingeart som först beskrevs av Macquart 1834.  Palumbia inflata ingår i släktet Palumbia och familjen blomflugor. Inga underarter finns listade i Catalogue of Life.